# 대한민국 형사소송법 제321조
대한민국 형사소송법 제321조는 형선고와 동시에 선고될 사항에 대한 형사소송법의 조문이다.

## 조문
제321조(형선고와 동시에 선고될 사항) ① 피고사건에 대하여 범죄의 증명이 있는 때에는 형의 면제 또는 선고유예의 경우 외에는 판결로써 형을 선고하여야 한다.
②형의 집행유예, 판결 전 구금의 산입일수, 노역장의 유치기간은 형의 선고와 동시에 판결로써 선고하여야 한다.

## 참고 문헌
- 손동권 신이철, 새로운 형사소송법(초판, 2013), 세창, 2013. ISBN 9788984114081